# Charlotte och Laura Tremble
Charlotte och Laura Tremble, födda den 4 juni 1999 i Compiègne, Frankrike, är två franska utövare av konstsim.

## Karriär
Tvillingarna upptäckte konstsim vid en gala och började att träna denna sport vid sex års ålder i Senlis-klubben. Året därpå deltog de i praktik hos Virginie Dedieu, tre gånger världsmästare i disciplinen. Först vägrade de att gå med i federationen Pôle Espoirs, vilket inte hindrade dem från att vinna franska mästerskapen vid 14 års ålder 2013. De valdes till det franska laget 2015 och deltog i European Games för deras första seniortävling.
Vid 15 års ålder gick de äntligen med i INSEP för att kombinera sin träning. 2016 tog de en vetenskapsbaccalaureate med utmärkelse och tog en kandidatexamen i fysik och kemi vid Sorbonne Université. Sedan ansluter de sig till flyg- och rymduniversitetet Institut polytechnique des sciences avancées (IPSA 2025 promotion).
Vid EM 2018 slutade tvillingarna på 7:e plats, bara fem poäng från pallplats. I juli 2019, under världsmästerskapen i Gwangju i Sydkorea, rankade duon 8:e och fick sin biljett till sommar-OS 2020 uppskjuten till 2021 på grund av Covid-krisen.
År 2020 slutade de på andra plats i den tekniska duon i Open de France. Vid OS i Tokyo 2021 slutade de på åttonde plats i finalen i duett.